# 哈尔滨铁路运输中级法院
哈尔滨铁路运输中级法院是中华人民共和国黑龙江省的一所铁路运输中级法院，位于哈尔滨市南岗区邮政街333号。

## 沿革
1954年，哈尔滨铁路沿线专门法院成立。1955年3月，该院更名为哈尔滨铁路运输法院。1957年9月，根据中华人民共和国国务院《关于撤销铁路、水上运输法院的决定》，该院撤销。
1980年，哈尔滨铁路运输中级法院成立，于1982年5月开始正式办案。

## 历任院长
1. 徐永森（？－）

## 对应铁路运输基层法院
- 哈尔滨铁路运输法院
- 牡丹江铁路运输法院
- 海拉尔铁路运输法院
- 佳木斯铁路运输法院
- 齐齐哈尔铁路运输法院